# Estação Plaza de Castilla
A Plaza de Castilla é uma estação da Linha 1, Linha 9 e Linha 10 do Metro de Madrid...

## Característica
A Plaza de Castilla é ladeada por duas torres inclinadas, nomeadas como Puerta de Europa. Existem 3 estações de metrô área, todas abaixo do solo, inclusive o terminal de ônibus também é subterrâneo.